# Březník (tvrz)
Tvrz Březník stávala v obci Březník, jihovýchodně od Náměště nad Oslavou.

## Historie
Obec je poprvé zmiňována v roce 1237 a pravděpodobně někdy v té době vznikla i místní tvrz. Od roku 1381, kdy je poprvé zmiňována, až do roku 1560 ji vlastnili Březničtí z Náchoda. Ve 40. letech 15. století, po zničení blízkých hradů Lamberk a Kraví Hora, její význam nejspíš vzrostl. V roce 1560 však bylo zboží připojeno k Náměšti a tvrz postupně zaniká. K úplnému zániku došlo nejpozději za třicetileté války.
Do současnosti se z ní nic nedochovalo.